# Número (música)

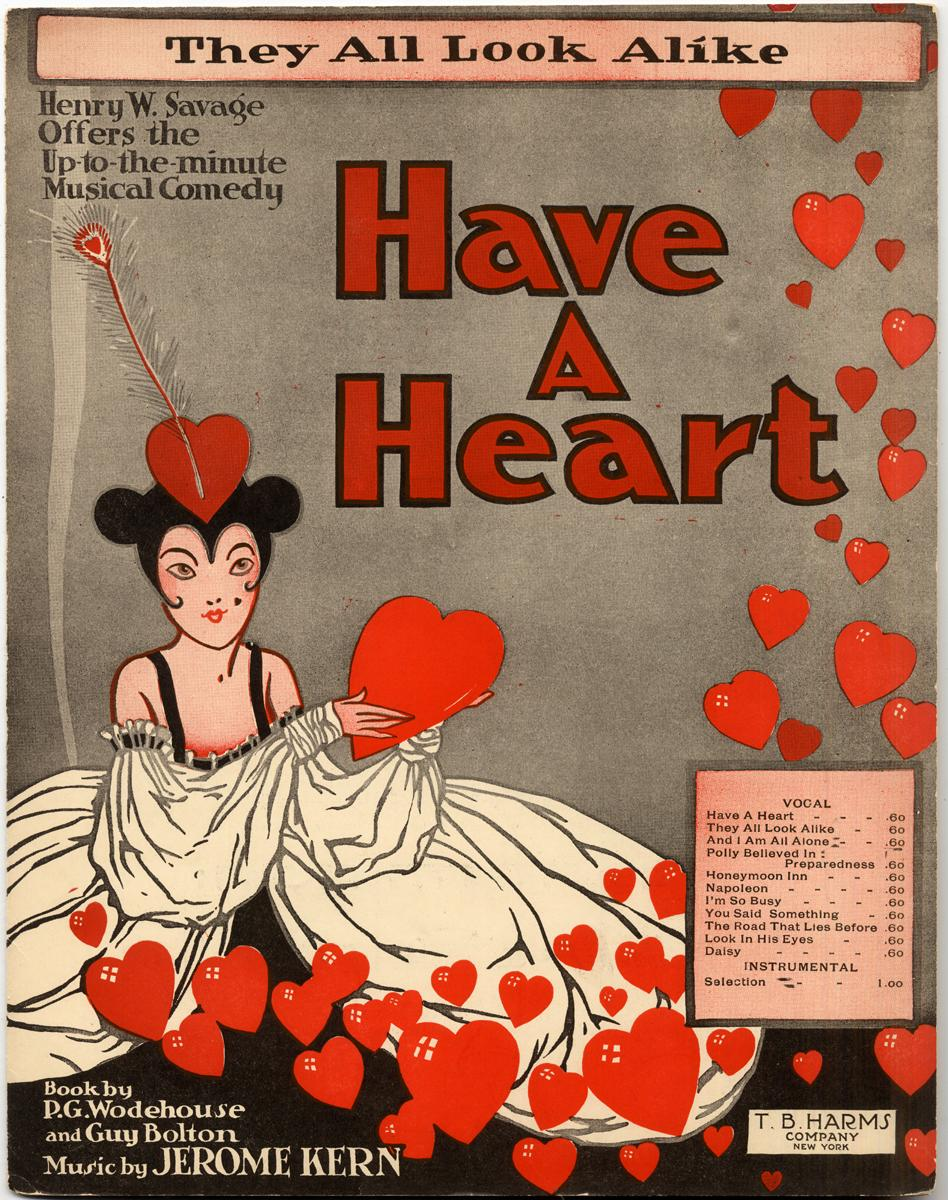
Los números individuales de los musicales frecuentemente se publicaban por separado como partituras como en este ejemplo de "They All Look Alike", del musical Have a Heart de Jerome Kern.

Un número, en música, es la canción, danza o pieza instrumental individual que forma parte de una obra más amplia de ópera, musical u oratorio. También puede referirse a una canción individual en una colección publicada o una canción o danza individual en una interpretación de varias piezas musicales no relacionadas, como en conciertos y revistas. En artes escénicas, en general, designaría cada parte o actuación de que se compone el programa del espectáculo. El más común, además del número de música, sería el número de danza, el número de circo o el número artístico en vodevil, espectáculo de variedades o revista.

## Musicales y géneros afines
En el teatro musical, las letras de los números de las canciones individuales se integran en la narrativa del libreto. Ya en 1917, el estadounidense Jerome Kern escribía: "los números musicales deben continuar la acción de la obra y deben ser representativos de las personalidades de los personajes que los cantan".  El libretista Oscar Hammerstein, otro defensor de este punto de vista, incluso se negó a enumerar los números en su musical Rose-Marie porque pensaba que le restaría valor a lo que él veía como una estrecha integración entre el libreto y la letra. Sin embargo, tanto David Horn como Scott McMillin han propuesto que la integración total no es posible completamente. Para McMillin, el comienzo de un número musical crea una "sensación" notablemente diferente donde el cantante se convierte en un "intérprete" y no simplemente un personaje. Para Horn, los números individuales pueden servir no solo para hacer avanzar la narrativa, sino también para dirigirse directamente a la audiencia e involucrarla en una experiencia que se destaca del contexto dramático de la obra, y esta última función tiene sus raíces en los vodeviles.
En las revistas, un tipo de entretenimiento teatral popular de varios actos que combina música, danza y sketchs, no hay una narrativa general, sino más bien una secuencia de números musicales no relacionados (a menudo lujosos). Sin embargo, como señala Rick Altman, algunos de los números en este tipo de espectáculos como 'This Heart of Mine' en la película Ziegfeld Follies pueden ser narrativas en miniatura. Ese número, según Altman, "no es sólo musical, su danza onírica surge de la narrativa mímica de Bremer / Astaire que abre la selección".

## Ópera y oratorio
Los números de ópera pueden ser arias, pero también piezas de agrupaciones musicales, como dúos, tríos, cuartetos, quintetos, sextetos o coros. También pueden ser ballets y piezas instrumentales, como marchas, sinfonías o intermezzi. Hasta mediados del siglo XIX, la mayoría de las óperas se estructuraban en una serie de números conectados por recitativos o diálogos hablados. Los oratorios seguían un modelo similar. Sin embargo, a medida que avanzaba el siglo, los números se unificaron cada vez más en segmentos musicales más grandes sin una separación clara entre ellos. Los primeros ejemplos de esta tendencia incluyen la ópera Euryanthe de Carl Maria von Weber y el oratorio secular Das Paradies und die Peri de Robert Schumann.